# هورن كورنرز (ويسكونسن)
هورن كورنرز هي منطقة فردية في بلدة سيداربورغ التابعة لمقاطعة أوزاوكي في ويسكونسن بالولايات المتحدة.

## التاريخ
أنشئ فيها مكتب بريد في عام 1857، وبقي في العمل حتى عام 1910. وقد سُمّيت باسم فريدريك دبليو هورن الذي يمتلك أراضي المنطقة.